# Cristina Andreu Displàs
Cristina Andreu Displàs (Barcelona, 14 de novembre de 1970) és educadora social, política gironina i activista pels drets humans. Actualment és Tinenta d'alcaldia i regidora de Trasició Ecològica i Transformació Urbana a l'Ajuntament de Girona.
Va ser directora Administració, Promoció i Gestió, SA (ADIGSA), empresa pública de la Generalitat de Catalunya que gestionava els habitatges socials. Regidora de Guanyem Girona des de 2019, ha treballat a fons les polítiques habitacionals a la ciutat.